# Bhakti
Bhakti is in het hindoeïsme de devotie van een gelovige (de bhakta) voor een persoonlijke godheid. Het is een van de manieren waarop een hindoe moksha (verlichting, bevrijding) gelooft te kunnen bereiken. Volgens de bhakti-beweging laat een diepe, persoonlijke band tussen gelovige en godheid de gelovige delen in de glorie van de god, waardoor deze dichter bij het goddelijke komt te staan.
Bhakti komt tot uiting in puja, een ritueel waarbij de bhakta de godheid, meestal gesymboliseerd door een cultusbeeld (murti), kleine offerandes zoals bloemen, wierook of voedsel aanbiedt, en in ruil prasad ontvangt. Het kan ook tot uiting komen in lofzangen of gebeden. Bhakti is een zeer persoonlijke vorm van aanbidding waarbij niet noodzakelijk een priester nodig is. Ook in de traditionele hindoeïstische maatschappij staat bhakti open voor alle kasten of lagen van de samenleving, waarmee het een sterk egalitarisch karakter heeft.
Bhakti-aanbidding is in de 6e eeuw ontstaan in het huidige Tamil Nadu, in het uiterste zuiden van India. Het kan gezien worden als een reactie op zowel het orthodoxe brahmanisme als de heterodoxe cultussen zoals boeddhisme en jainisme. Het brahmanisme bereikt moksha door nadruk op juist handelen (karma); de heterodoxe filosofen volgen het pad van de juiste kennis (jnana). Bhakti is afkerig van zowel de ingewikkelde riten en verstikkende sociale hiërarchie van het brahmanisme, als van ingewikkelde filosofische constructen. Daarom had de bhakti-beweging een duidelijke aantrekkingskracht. Ze verspreidde zich gedurende de Middeleeuwen geleidelijk naar het noorden van India. De beweging gaf het hindoeïsme een compleet nieuw gezicht, waardoor de religie een heropleving ondervond die ten koste ging van brahmanisme, boeddhisme en jainisme.
Bhakti-aanbidding is niet hetzelfde als bhakti-yoga. Het laatste wordt al in veel oudere hindoeïstische geschriften beschreven, zoals de Bhagavad Gita of de Shvetashvatara Upanishad.